# Off-White
Off-White (estilizada  Off-White™ ou OFF-WHITE c/o VIRGIL ABLOH™) é uma marca italiana de moda e acessórios de luxo.  A empresa foi criada em Milão no ano de 2012.
A marca já colaborou, em sua história, com a Nike, a Levi, a Jimmy Choo, a IKEA e a Évian.

## História
A empresa foi fundada pela primeira vez como "PYREX VISION" por Virgil Abloh na cidade italiana de Milão em 2012. Este nome foi abandonado depois que a Pyrex Vision foi criticada quando foi descoberto que a etiqueta estava simplesmente imprimindo "PYREX 23" em Tops de flanela de rúgbi Ralph Lauren, revendendo-os por um preço premium de US $ 550. Abloh então rebatizou a empresa como Off-White, que ele descreve como "a área cinza entre o preto e o branco como a cor off-white" para o mundo da moda. Ele exibiu coleções nos desfiles da Paris Fashion Week e é vendido em lojas de varejo em Hong Kong, Tóquio, Milão, Londres e Nova York. 
Em agosto de 2019, José Neves, dono da Farfetch, comprou o New Guards Group, organização controladora da Off-White por US $ 675 milhões.

## Colaborações

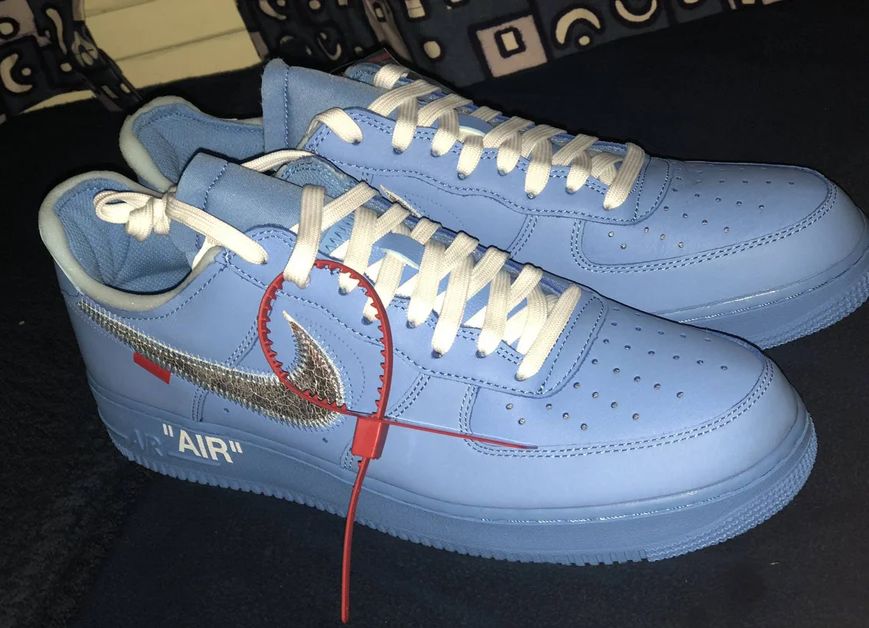
Off-White x Nike Air Force 1

Off-White colaborou com marcas e designers como Nike , Levi , Rimowa , Jimmy Choo , IKEA , Moncler , Browns , Warby Parker , SSENSE , Sunglass Hut , Champion , Évian , Converse , Dr. Martens , Barneys New York , Umbro , Timberland , Takashi Murakami , Heron Preston , ASAP Rocky , Byredo ,Boys Noize , Le Bon Marché , Asspizza e Kerwin Frost . 
Colaboração de Off-White com o Museu de Arte Contemporânea de Chicago
No outono de 2016 e no inverno de 2017, a empresa colaborou com a linha principal da Levi's, Made & Crafted, e lançou doze peças, sendo seis unissex . 
No início de 2017, a empresa colaborou com a Nike e trabalhou em um projeto chamado " The Ten ", que é uma coleção de tênis com tênis Air Jordans , Converse , Nike Air Max , Nike Air Force One e Nike Blazers .  A linha de calçados de colaboração foi dividida em duas categorias, o "Revelação" e "Fantasma".  Os designers Off-White e Nike tiveram uma versão atualizada dos sapatos estilo anos noventa, com vários padrões e diferentes tipos de materiais, como plástico e tule . 
Em 2017, a empresa colaborou com o campeão desenvolvimento dezesseis itens de vestuário, incluindo fatos de treino , hoodies , fleeces e camisetas .  Em agosto de 2017, a empresa também colaborou com A $ AP Rocky com seu selo AWGE.  Em 2018, a empresa fez parceria com Jimmy Choo para criar uma coleção de verão / primavera inspirada em Lady Diana , ex-princesa de Gales . 
Em abril de 2018, a empresa colaborou com a IKEA em móveis direcionados à geração do milênio .  No outono de 2018 e no inverno de 2019, a empresa colaborou com a Sunglass Hut em uma linha unissex de óculos de sol chamada "For Your Eyes Only".  Em março de 2019, a empresa colaborou com a SSENSE em uma variedade de roupas de ginástica.  Em 5 de junho de 2018, a empresa lançou sua colaboração com a Rimowa , uma mala transparente em edição limitada.  Após o sucesso da colaboração, uma segunda coleção incluindo duas malas transparentes RIMOWA x Off-White (uma versão branca e uma versão preta) é lançada em outubro de 2018. 

Em junho de 2019, a empresa colaborou com o Museu de Arte Contemporânea de Chicago para criar uma nova cor azul para o Nike Air Force One . 